# Кристоф Йохан фон дер Асебург
Кристоф Йохан фон дер Асебург (на немски: Christoph Johann von der Asseburg zu Ampfurth, Eggenstedt und Gunsleben; * 1 март/май 1580 в Ампфурт (днес част от Ошерслебен) в Саксония-Анхалт; † 15 април 1651 в Брауншвайг) е фрайхер/барон от стария род фон дер Асебург в Северен Рейн-Вестфалия, господар в Ампфурт и Егенщет и Гунслебен в Саксония-Анхалт.
Той е единствен син на Аше фон дер Асебург (1548 – 1580) и съпругата му Анна фон Щайнберг, 'Златното дете' († сл. 1612), дъщеря на Якоб фон Щайнберг (1536 – 1592) и Мета фон Вризберг (+ 1631). Внук е на Йохан фон дер Асебург († 1567), оберхауптман в Тюрингия, и Клара фон Крам († 1579).

## Фамилия
Кристоф Йохан фон дер Асебург се жени на 24 февруари 1601 г. в дворец Грона за Елизабет фон Мюнххаузен (* 1583; † сл. 1641/1661) от „черната линия“, наследничка на Алмщет, дъщеря на Стациус фон Мюххаузен (1555 – 1633) и Анна фон Латорф († 1600). Те имат 14 деца:
- Аше Щатц фон дер Асебург (* 12 ноември 1604; † 1 октомври 1631 при Лайпциг)
- Хилмар Ото фон дер Асебург (* 18 ноември 1605; † 1630)
- Анна Енгел фон дер Асебург (* 18 февруари 1607; † 1638), омъжена за Валентин фон Лютцов († 1638)
- Елзаба Доротея фон дер Асебург (* 19 август 1608; † 1 януари 1637/1647), омъжена 1630 г. за фрайхер Паул Йоахим фон Бюлов (* 1 декември 1606, Шарфсдорф; † 1 януари 1669, Люнебург)
- Клара Магдалена фон дер Асебург (* 29 декември 1609; † 17 януари 1670), омъжена за Хенинг фон Лютцов (†сл. 1667)
- Йохан Август фон дер Асебург (* 11 август 1611, Егенщет; † 2 февруари 1660, Ампфурт), барон, женен I. за София Доротея фон Лютцов († 1641), II. за Берта София фон Крозигк (* 1631; † май 1686, Ампфурт); има общо шест деца
- Волфганг Ернст фон дер Асебург († сл. 1610)
- Филип Лудвиг фон дер Асебург († сл. 1610)
- Агнес Рахел фон дер Асебург († 1644), омъжена за Хенинг фон Плесен († пр. 1635)
- Елизабет Луция фон дер Асебург (* 29 април 1613, Ампфурт; † 27 март 1630)
- София Мария фон дер Асебург († 1664), омъжена за Бернхард Адам фон Фоердер
- Катарина Армгард фон дер Асебург (* 1 март 1620; † 17 февруари 1650, Магдебург)
- Мета Хедвиг фон дер Асебург (* сл. 1610)
- Хелена Луция фон дер Асебург († 1647/1651)

## Галерия
- Дворец Ампфурт
- Дворец Егенщет